# Johannes Heinrich Emminghaus
Johannes Heinrich Emminghaus (* 1. März 1916 in Bochum; † 2. September 1989 in Klosterneuburg) war ein deutscher katholischer Theologe.

## Leben
Nach der Promotion zum Dr. theol. in Münster am 28. Juli 1955 mit einer Dissertation über Baptisterien in Syrien und Palästina. Katalog und archäologische Interpretation lehrte Johannes Heinrich Emminghaus von 1967 bis 1984 als Ordinarius für Liturgiewissenschaft und Sakramententheologie der Katholisch-Theologischen Fakultät der Universität Wien. 1969/1970 war er Dekan.

## Schriften (Auswahl)
- Kleine Blindenpastoral. Freiburg im Breisgau 1962, OCLC 717091325.
- Gestaltung des Altarraumes. Salzburg 1989, OCLC 180676807.
- Die Messe. Wesen – Gestalt – Vollzug. Klosterneuburg 1992, ISBN 3-85396-083-9.
- Die westfälischen Hungertücher aus nachmittelalterlicher Zeit und ihre liturgische Herkunft. Görlitz 2004, ISBN 3-932693-85-X.